# Festa on Ice 2010
Pour les articles homonymes, voir Festa (homonymie).
Albums de Brown Eyed Girls
Sound-G
(2009) Sound-G (Version japonaise)
(2010)
EPs par Brown Eyed Girls
Sound-G Sign
(2009)
Festa On Ice 2010 est le quatrième mini-album de Brown Eyed Girls, sorti sous le label NegaNetwork le 6 avril 2010 en Corée. Ces chansons ont été utilisées pour une émission de patinage artistique avec Kim Yuna.

## Liste des titres
| 1. | Magic (FOI 2010 Theme)                 | 3:12 |
| 2. | Jump                                   | 3:58 |
| 3. | Abracadabra (Fraktal FOI 2010 Re-Edit) | 3:10 |
| 4. | Magic (Inst.)                          | 3:12 |
| 5. | Jump (Guitar Ver.)                     | 3:58 |